# 道の駅鯉が窪
道の駅鯉が窪（みちのえき こいがくぼ）は、岡山県新見市にある国道182号の道の駅である。

## 概要
新見市哲西町地域（旧哲西町）の中心部にあり、隣には新見市役所支局や図書館などが一体化した総合施設である「きらめき広場・哲西」が整備されている。また、東へ3 km程行ったところに国の天然記念物の鯉ヶ窪湿原がある。

## 歴史
- 1996年（平成8年）8月5日 - 道の駅第11回登録において、「道の駅鯉が窪」として登録。

## 施設
- 駐車場
  - 普通車：33台
  - 大型車：6台
  - 身障者用：2台
- トイレ
  - 男：大 4器、小 5器
  - 女：6器
  - 身障者用：1器
- 公衆電話：1台
- 郵便ポスト
- レストラン「山野彩館」
- 特産品販売所（9:00 - 18:00）
- こめ工房 - 米粉パン販売所（9:00 - 16:00）
- 公園
- 文化伝承館
- 米粉製粉所（新見市哲西町産のお米を製粉、委託加工も可能）

## 休館日
- 3月 - 11月まで休みなく営業（こめ工房のみ毎週木曜日店休)
- 12月 - 翌年2月　毎週木曜日
- 12月30日 - 翌年1月3日（年末年始休業）

## アクセス
- 国道182号 - 登録路線
- 岡山県道157号哲多哲西線 - 県道157号の終点側の交差点

## 周辺
- きらめき広場・哲西
  - 新見市役所哲西支局
  - 新見市立哲西図書館
  - 保健福祉センター
  - 歯科診療所
- JR西日本芸備線 矢神駅
- 鯉ヶ窪湿原